# 뮐러 세포
뮐러 세포(영어: Müller glia 또는 Müller cells)는 망막에 있는 신경 아교 세포이며, 하인리히 뮐러에 의해 처음 발견되었다. 척추동물의 망막에서 발견되며, 다른 신경 아교 세포들처럼 신경 세포를 보조하는 역할을 한다. 망막에 있는 신경 아교 세포의 가장 일반적인 형태이다. 세포 자체는 망막 전체에 고루 존재하나, 신경 세포체의 경우는 망막의 안쪽 신경세포층에만 존재한다.
뮐러 세포의 주된 역할은 망막세포들을 구조적, 기능적으로 안정하게 하는 것이다. 신경전달물질에 의한 세포 외부 환경 조절, 잔해 물질 제거, 칼륨이온 조절, 글리코젠 저장, 수용체 및 다른 신경세포의 전기절연, 그리고 망막 신경 세포의 역학적 도움 등의 역할을 한다.

## 구성
뮐러세포는 2개의 각각 다른 세포로부터 진화되었다. 망막 신경 세포와 유일하게 공통 세포계보를 가지고 있는 망막 신경 아교 세포이다. 하지만 뮐러세포의 일부분은 신경능으로부터 온 것으로 보고 있다.
뮐러세포가 쥐의 망막 형성에 매우 중요한 역할을 하는데, 망막의 성장에 프로모터 역할과, 에스터가수분해효소의 매커니즘으로 비 특이적 조직생성 역할을 한다.
또한 뮐러 세포는 병아리 망막 내 신경세포의 축삭을 형성하는 안내세포의 역할도 한다. 제브라피시를 이용한 어셔 증후군 연구 결과를 토대로 뮐러 세포는 시냅스를 형성하는 시냅스 생성 역할을 하는 것으로 밝혀졌다.

## 신경세포 보조
다른 신경 아교 세포와 마찬가지로, 뮐러세포는 신경세포에 부차적이지만 중요한 역할을 하고 있다. 신경전달물질(특히 아세틸콜린과 GABA)의 농도 감축 역할을 하고 있으며 거북이의 망막 미세환경을 좋게 유지시켜 준다. 뮐러세포는 또한 닭 배아의 글루타메이트 합성 효소 발현에도 중요한 역할을 하는데, 이는 CNS의 글루타민과 암모니아 농도 조절에 매우 중요하다. 뮐러세포는 깔때기 모양 덕분에 척추동물 망막의 빛 전달에 핵심적이다.

## 관련연구
현재 뮐러세포는 인간에게는 일어나지 않는 신경조절에 관하여 연구중에 있다. 제브라피시와 닭의 망막을 이용한 연구가 진행되고 있지만, 정확한 분자기구의 재생에 관해서는 불명확하다. Further 쥐를 이용한 추가 실험에 따르면 Ascl1의 과다 분비로 분비하면 뮐러 세포가 망막 신경세포를 재생하는 것으로 밝혀졌다. 사람을 대상으로 연구한 결과 뮐러세포는 성인 망막의 줄기세포 역할을 할 가능성이 있으며 간체시세포의 조상이다.
망막세포가 손상되면 뮐러세포는 신경아교증현상을 일으킨다. 어느 종인지, 그리고 손상 정도가 어느 정도인지에 따라 반응률이 다르다. 제브라피시를 통한 실험연구 결과 뮐러세포는 세포분화를 통해 다분화가 가능한 전구세포가 되는것을 확인했다. 전구 세포는 세포분화를 통해 다양한 망막 내 세포로 분화하는데, 이 중 손상된 광수용체로도 분화가 가능하다. 게다가 추가적인 연구결과 뮐러세포는 광섬유판과 같이 포유류 눈의 빛을 모아주는 역할을 하며, 모아진 빛은 간상세포와 원추세포로 이동한다.
쥐에 뮐러세포에 있는 아쿠아포린-4를 통해 물은 초자체로 이동한다.
나이아신의 남용이 뮐러세포를 손상시킬 수 있다고 밝혀졌다.

## 같이 보기
- 방사형 아교 세포

## 참고 문헌
- New Hope For Regenerating Damaged Human Retina: Sleeping Stem Cells Successfully Awakened
- Müller cells at Virginia-Maryland Regional College of Veterinary Medicine
- Reichenbach, Andreas; Faude, Frank; Enzmann, Volker; Bringmann, Andreas; Pannicke, Thomas; Francke, Mike; Biedermann, Bernd; Kuhrt, Heidemarie; Stolzenburg, Jens-Uwe; Skatchkov, Serguei N.; Heinemann, Uwe; Wiedemann, Peter; Reichelt, Winfried (1997). “The Müller (Glial) Cell in Normal and Diseased Retina: A Case for Single-Cell Electrophysiology”. 《Ophthalmic Research》 29 (5): 326–40. doi:10.1159/000268031. PMID 9323724.
- NIF Search - Muller Cell 보관됨 2016-03-03 - 웨이백 머신 via the Neuroscience Information Framework